# III Sínodo de Sevilla
III Sínodo de Sevilla, sínodo de los Obispos de la provincia Bética en el Reino de los Visigodos celebrado el año 634.
Su existencia es conocida gracias a una carta del Obispo Braulio de Zaragoza, en la cual solicitaba (primero al rey y después al Obispo de Sevilla Isidoro) copias de las actas.
- Datos: Q5906905